# Tsukasa Hosaka
Tsukasa Hosaka (保坂 司, Hosaka Tsukasa, né le 3 mars 1937 dans la préfecture de Yamanashi et mort le 21 janvier 2018 à Kōfu (préfecture de Yamanashi) est un footballeur japonais.